# سیلمیسین
سیلمیسین شهری در شهرستان ناندیالا در استان بولکیمده در بورکینافاسوی غربی مرکزی است جمعیت آن ۲۴۱ نفر است.